# 昭仁公主
昭仁公主（1639年—1644年4月24日），明朝公主，崇禎帝之女，周皇后所生。
昭仁公主在崇祯十七年三月十八，李自成攻陷北京时，被其父朱由检在昭仁殿砍杀，年仅六岁。其姐长平公主也被父亲砍下一臂。之后，朱由检在煤山上吊自杀。